# Боуї (підводна гора)
Підводна гора Боуї (англ. Bowie Seamount, хайда SG̱aan Ḵinghlas — «Надприродне, що дивиться назовні») — великий підводний вулкан, розташований у північно-східній частині Тихого океану, за 180 км на захід від канадського архіпелагу Хайда-Гваї в Британській Колумбії. Ця підводна гора також відома як Банка Боуї. Вона отримала назву на честь Вільяма Боуї, американського інженера з Берегової і геодезичної служби США.
Вулкан має пласку вершину, що підіймається приблизно на 3000 м над морським дном на висоту 24 м нижче рівня моря. Він лежить на південному кінці довгого підводного вулканічного гірського хребта, відомого як підводні гори Кадьяк-Боуї, що тягнеться від Алеутського жолоба на півночі майже до Хайда-Гваї на півдні.
Підводна гора Боуї лежить на Тихоокеанській плиті, великому сегменті літосфери, який рухається у північно-західному напрямку під Тихим океаном. Вона розташована поблизу двох інших підводних вулканів: підводної гори Ходжкінса, що лежить північніше, та підводної гори Грема, розташованої східніше.

## Геологія

### Структура
Підводна гора Боуї — це вулкан, що підіймається на 3000 м над морським дном. Необмежений запас води навколо підводного вулкана змушує його діяти інакше, ніж вулкан, що знаходиться на суходолі. Лава, що вивергається підводним вулканом Боуї, складається з базальту, сірувато-чорної або темно-коричневої мафічної вулканічної породи з низьким вмістом діоксиду кремнію. Коли базальтова лава вступає в контакт із холодною морською водою, вона дуже швидко охолоджується і утворює дрібнозернисту подушкову лаву. В'язка лава набуває твердої склоподібної кірки при контакті з водою. З тим, як більше лави витікає з вулканічного жерла, на кірці з'являються радіальні тріщини, і з під неї сочаться додаткові великі краплі або «подушки» лави.
Вершина підводної гори Боуї розташована лише на глибині 24 м нижче рівня моря, що робить її наймілкішим підводним вулканом поблизу узбережжя Британській Колумбії та загалом в Канаді, а також одним з наймілкіших підводних вулканів у північно-східній частині Тихого океану. Більшість вершин підводних гір знаходяться на глибині у сотні й тисячі метрів нижче рівня моря і тому вважаються глибоководними. Якби вулкан Боуї розташовувався б на суші, він був би приблизно на 600 м вищим за гору Вістлер на південному заході Британської Колумбії та на 800 м нижчим за гору Робсон, найвищу гору Канадських Скелястих гір.
Підводна гора Боуї має довжину близько 55 км і ширину 24 км. Її пласка вершина складається зі слабко консолідованої тефри, яка утворює дві тераси. Нижня тераса розташована на глибині приблизно 230 м нижче рівня моря, а верхня — на глибині приблизно 80 м нижче рівня моря, однак на верхній терасі є кілька стрімких вторинних вершин, які підіймаються на глибину до 25 м нижче рівня моря. З фізичного погляду розмір підводного вулкана є доволі великим. Інші підводні вулкани, що лежать у північно-західній частині Тихого океану, зокрема підводна гора Кобб біля узбережжя штату Вашингтон, впливають на склад і чисельність планктону на відстані до 30 км від вершини підводної гори через підйом поживних речовин із більш глибоких вод. Через подібний розмір підводна гора Боуї, ймовірно, також має подібний вплив на прилеглі води.

### Історія вивержень

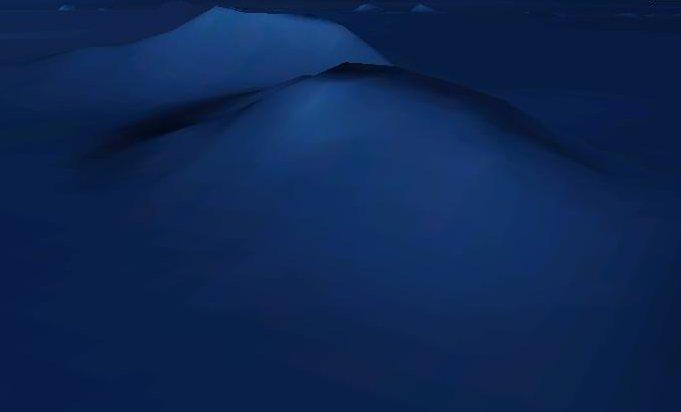
3D-модель підводної гори Ходжкінса з підводною горою Боуї на задньому плані

Підводна гора Боуї утворилася внаслідок підводних вивержень з тріщин на морському дні під час останнього льодовикового періоду, який почався приблизно 110 тисяч років тому і закінчився між 15 і 10 тисячами роками тому. Хоча більшість підводних вулканів у Тихому океані мають вік понад мільйон років, підводна гора Боуї відносно молода. Її основа утворена менш як мільйон років тому, але на вершині гори є докази вулканічної активності, яка відбувалася лише 18 000 років тому. Це відбулося відносно нещодавно в геологічному плані, що свідчить про те, що вулкан досі може проявляти ознаки вулканічної активності.
На затопленій вершині підводної гори Боуї спостерігаються залишки колишньої берегової лінії, порізаної хвилями та пляжними відкладеннями, які свідчать про те, що вулкан колись підіймався вище рівня моря як окремий вулканічний острів або як невелике скупчення мілин, які були вулканічно активними. Рівень моря під час останнього льодовикового періоду, коли утворилася підводна гора Боуї, був принаймні на 100 м нижчим, ніж зараз. Площа острова Боуї у минулому була подібна до площі атола Мідвей в Тихому океані, або навіть перевищувала її.

## Походження

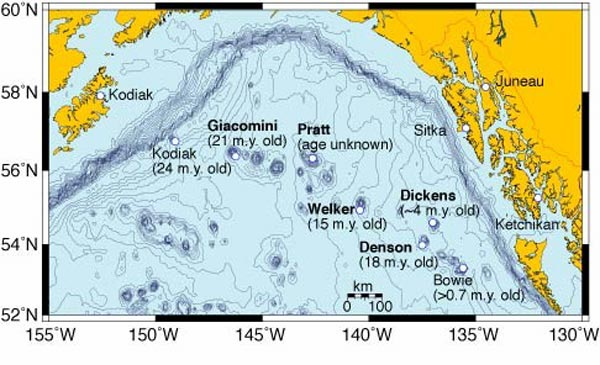
Розташування підводних гір Кадьяк

Існують певні розбіжності щодо походження підводної гори Боуї. Геологічні дослідження вказують на те, що підводні гори Кадьяк, можливо, утворився над мантійним плюмом — висхідним потоком магми. Вулкани, що становлять ці підводні гори, були віднесені від гарячої точки внаслідок руху Тихоокеанської плити у північно-західному напрямку, до Алеутського жолоба.
Вулканічні породи, які складають деякі вулкани у ланцюзі Кадьяцьких підводних гір, незвичайні тим, що вони містять нейтралізуючу кислоту хімічну речовину, як типові базальти океанських островів, але низький відсоток стронцію, як базальти серединно-океанічних хребтів. Однак вулканічні породи, з яких складається підводна гора Боуї, окрім стронцію також містять свинець. Магматичні суміші, з яких сформувалася ця гора, ймовірно, були частково розплавлені та походять з виснаженого джерела в земній мантії, на що вказує високе співвідношення ізотопів свинцю. За оцінками, від 60 до 80 % виверженого матеріалу, походять з цього виснаженого джерела.
Деякі аспекти походження Кадьяцьких підводних гір залишаються невизначеними. Вулканічні породи, знайдені на підводних горах Тузо Вільсона, розташованих на південь від гори Боуї, є молодими подушковими базальтами, вкритими склоподібною кіркою, як і можна було б очікувати, якщо ці підводні гори пов'язані з гарячою точкою. Однак походження підводної гори Боуї менш зрозуміле: незважаючи на те, що океанічне дно, на якому лежить вулкан, утворилося 16 мільйонів років тому, наприкінці міоцену, вершина гори Боуї демонструє свідчення нещодавньої вулканічної активності. Якщо підводна гора Боуї утворилася над мантійним плюмом на місці, яке зараз займають підводні гори Тузо Вільсона, вона була зміщена від джерела магми на 625 км зі швидкістю приблизно 4 см на рік. Геологічна історія підводної гори Боуї узгоджується з її плоскою вершиною, яка розмилася, але джерело нещодавньої вулканічної активності Боуї залишається невизначеним. Інші підводні гори, такі як гора Дікенса та гора Пратта, розташовані далі на північ, також трохи виходять за межі очікуваної траєкторії переміщення гарячої точки. Інша гіпотеза про походження деяких або всіх підводних гір у ланцюзі Кадьяцьких підводних гір полягає в тому, що вони утворилися на вершині серединно-океанічного хребта Дослідника, який проходить по дивергентній межі між тектонічними плитами на захід від острова Ванкувер, і що вони були зміщені внаслідок розширення морського дна.
Хоча деякі з Кадьяцьких підводних гір, здається, відповідають очікуваній прогресії віку для сліду мантійного плюму, інші, такі як підводна гора Денсона, є старшими, ніж припускає ця гіпотеза. У результаті геологи припускають, що підводні гори Кадьяк-Боуї утворилися внаслідок як вулканізму, пов'язаного з серединно-океанічними хребтами, так і внаслідок вулканізму, пов'язаного з гарячою точкою.

## Біологія

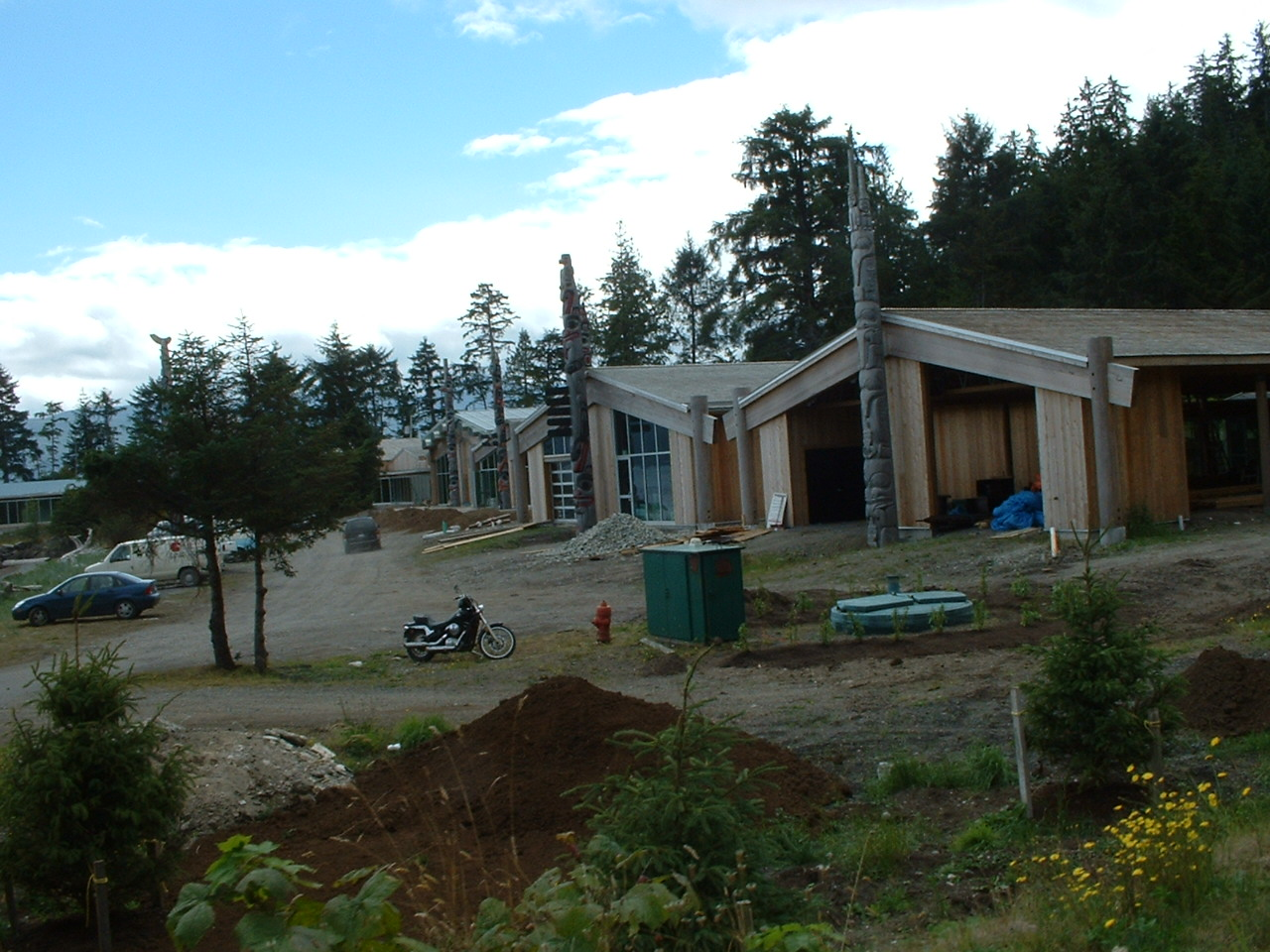
Центр спадщини хайда в Кі Ільнагай, де було оголошено про створення морської природоохоронної території навколо підводної гори Боуї

Підводна гора Боуї є біологічно багатою територією, яка підтримує динамічну екосистему. Дослідження зафіксували тут великі популяції крабів, морських зірок, актиній, губок, кальмарів, восьминогів, морських окунів, палтусів та вугільних риб. В районі підводної гори Боуї спостерігалися вісім видів морських ссавців, зокрема сивучі, косатки, горбаті кити і кашалоти, а також 16 видів морських птахів. Це робить підводну гору Боуї рідкісним середовищем проживання у північно-східній частині Тихого океану та одним із найбільш біорізноманітних підводних вулканів на Землі. Багате морське життя пояснюється чисельністю фітопланктону та зоопланктону — мікроскопічних тварин і рослин, які забезпечують поживними речовинами інших тварин.

### Морська природоохоронна територія СГаан-Кінглас— Підводної гори Боуї
Завдяки надзвичайному біорізноманіттю підводну гору Боуї було визнано сьомою морською природоохоронною територією Канади 19 квітня 2008 року відповідно до положень Закону про океани. Про це було оголошено Лойолою Хірном, федеральним міністром рибальства, і Гідансдою Гууджаау, президентом Ради нації хайда, у Скідегейті на острові Хайда-Гваї. Під час оголошення міністр природних ресурсів Гері Ланн заявив: «Підводна гора Боуї — це океанічний оазис у глибокому морі, рідкісна та екологічно багата морська зона, і наш уряд пишається тим, що вживає заходів для забезпечення її захисту. Працюючи в партнерстві з Радою нації хайда та такими групами, як канадське відділення Всесвітнього фонду дикої природи, ми дбаємо про збереження цього унікального скарбу для майбутніх поколінь».
Морська природоохоронна територія підводної гори Боуї має довжину приблизно 118 км і ширину 80 км, її загальна площа становить 6131 км². Вона також включає сусідні підводні гори Пірс та Ходжкінс. Раніше, починаючи з 1997 року, підводна гора Боуї була морською природоохоронною територією хайда.

## Підводні дослідження
Невелика глибина підводної гори Боуї робить її єдиною підводною горою біля узбережжя Британської Колумбії, до якої можна дістатися за допомогою акваланга. У березні 1969 року водолази Військово-морського командування збройних сил Канади з корабля CSS Parizeau здійснили занурення до підводного вулкану. Було здійснено два занурення на вершину, де водолази зробили чорно-білі фотографії навколишнього середовища та зібрали деякі біологічні зразки, щоб виявити потенційно шкідливі рослини, тварини або бактерії. Ці зразки були досліджені на Тихоокеанській біологічній станції в Нанаймо, після чого був створений список з одинадцяти різновидів донних безхребетних, виявлених на горі.

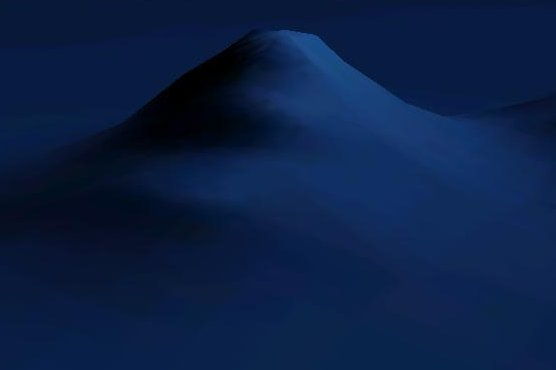
Східний схил підводної гори Боуї

У серпні 1969 року водолази Військово-морського командування здійснили нові занурення, під час яких проводилися наукові дослідження для Ради з дослідження рибальства Канади. Вони виявили дуже щільні косяки морських окунів, що плавали над плоскою вершиною гори Боуї, та різноманітну донну живність. Було зроблено кілька чорно-білих фотографій і зібрано кілька зразків морських водоростей, але інші морські види в районі підводної гори Боуї не були зафіксовані.
У листопаді 1996 року, у випуску журналу National Geographic з'явилася стаття під назвою «Царство підводної гори», в якій описувалися занурення, здійснені на підводній горі Боуї двома дослідниками — Біллом Кертсінгером та Еріком Хайнером. За допомогою водолазного спорядження вони досліджували схили підводної гори на глибині 150 м. На їхніх фотографіях зображена одна зі скелястих вершин Боуї, густо вкрита морськими водоростями та різнокольоровими донними безхребетними. На стрімких схилах гори Боуї були помічені зграї молодих морських окунів.
Вчений Білл Остін з Хоятанської морської лабораторії, що займалась дослідженнями північно-східної частини Тихого океану, подивився відео, зроблене під час занурень National Geographic, щоб ідентифікувати бентосну флору та фауну підводної гори Боуї. На відео Остін впізнав деяких найбільш помітних безхребетних і зазначив, що кілька видів, які зазвичай зустрічаються в припливно-відливній зоні та в мілководних прибережних середовищах, були знайдені глибше, ніж можна було очікувати, і були більшими за норму.
Команда з п'яти дайверів під керівництвом фотографа Ніла Макденіела відвідала підводну гору 3—5 серпня 2003 року та провела біологічну та фотографічну зйомку вершини на глибині приблизно 40 м. Загалом вони зареєстрували 18 таксонів водоростей, 83 таксони великих безхребетних і 12 таксонів риб, зроблено приблизно 180 підводних фотографій і записано приблизно 90 хвилин цифрового відео. Особливої уваги заслуговують щільні косяки морських окунів, що плавали над вершиною, і численні допитливі запрори.

## Корінне населення
Серед хайда, корінного народу, який відіграв ключову роль у створенні морської природоохоронної території підводної гори Боуї, цей підводний вулкан відомий як СГаан-Кінглас. З мови хайда ця назва перекладається як «Надприродне, що дивиться назовні».
Хайда здавна визнавали підводну гору особливим місцем. Гіданасда Гууджаау, колишній президент Ради нації хайда, казав: «СГаан-Кінглас являє собою зміну у визнанні необхідності поваги та турботи про Землю. Це дуже важливий поворотний момент у зміні тенденцій, які призвели до виснаження морського життя».

## Морська небезпека
Зважаючи на невелику глибину, Банка Боуї являє собою потенційно небезпечну область в морі. Вздовж узбережжя Британської Колумбії під час сильних штормів були зареєстровані хвилі заввишки до 27 м, що достатньо, аби оголити берег та знищити будь-яке судно, що намагається проплисти над підводною горою. З цієї причини Міністерство навколишнього середовища Канади визнало підводну гору Боуї небезпечною для судноплавства, і її уникають морські судна.